# Dick Scott
Richard „Dick“ Scott (* um 1937 in New York City) ist ein US-amerikanischer Jazzmusiker (Schlagzeug), der später als Tox Drohar arbeitete.

## Leben und Wirken
Scott war ein Schüler von Lennie Tristano; er spielte nicht nur in dessen Band, sondern gehörte Mitte der 1950er-Jahre in New York City auch zum Quartett/Quintett von Lee Konitz, zu hören auf den LPs Inside Hi-Fi (1956) und The Real Lee Konitz (1957). In dieser Zeit wirkte er an den David X. Young's Jazz Loft Sessions mit Bob Brookmeyer, Hall Overton, Jimmy Raney, Jim Hall und Bill Crow mit. 1957 gehörte er außerdem mit Crow dem Lou Stein Trio an, das in Detroit auftrat, bevor er (wie auch Crow) zu Marian McPartland wechselte, in deren Trio er Joe Morello ersetzte. 1959 wurde er Mitglied des Bobby Hackett Quartet (mit Dave McKenna und Bob Carter) und trat im Trio von Bernard Peiffer (mit Ernie Furtado) in New Yorker Clubs auf. In den frühen 1960er-Jahren spielte Scott weiterhin mit Konitz, außerdem mit Warne Marsh und Peter Ind.
Nachdem Scott 1962 mit einer geringen Menge Haschisch aufgegriffen und wegen Drogenbesitzes verurteilt worden war, hielt er sich nach seiner Entlassung aus dem Gefängnis von 1964 bis 1966 bei den Cherokee-Indianern in Nordkalifornien auf. Als Schauspieler trat er unter dem neu angenommenen Namen Tox Drohar in dem Film Alex im Wunderland (1970) auf. In den 1970er Jahren lebte er zumeist zurückgezogen in einem Dorf im französischen Département Ardèche. Als Tox Drohar trat er 1974 mit Peter Ind und Chas Burchell in London auf; gelegentlich spielte er auch mit der Band von Tony Petrucciani in der Region Montélimar. Vor 1980 ging er zurück nach Kalifornien, wo er für Charles Lloyd dessen Haus baute und diesem von Michel Petrucciani erzählte. Er machte die beiden miteinander bekannt, bevor es zu einem Zerwürfnis mit Lloyd kam und er nach Europa zurückkehrte. 2002 konzertierte er mit Michel Pilz und den J.A.M. All Stars im luxemburgischen Esch (Album), später mit Gabriel Zufferey und im Trio des Boogie-Pianisten Jacques Covo, mit dem er 2013 beim Cully Jazz Festival auftrat.
Im Bereich des Jazz war Scott laut Tom Lord zwischen 1956 und 1974 an 29 Aufnahmesessions beteiligt und unter dem Namen Tox Drohar an 9 Sitzungen bis 2002.